# OFC Men's Champions League 2025
OFC Men's Champions League 2025 là lần thứ 24 giải vô địch câu lạc bộ châu Đại Dương được tổ chức. Được tổ chức bởi Liên đoàn bóng đá châu Đại Dương (OFC), đây là giải đấu bóng đá câu lạc bộ hàng đầu của châu Đại Dương. Giải đấu năm 2025 là mùa giải thứ 19 dưới tên gọi OFC Men's Champions League hiện tại.
Đội vô địch Giải vô địch bóng đá nam các câu lạc bộ châu Đại Dương 2025 sẽ tự động đủ điều kiện tham dự FIFA Intercontinental Cup 2025. Họ cũng sẽ có cơ hội đủ điều kiện tham dự FIFA Club World Cup 2029 với tư cách là đội vô địch OFC Men's Champions League xuất sắc nhất trong bảng xếp hạng 4 năm của OFC từ năm 2025–2028.

## Lịch thi đấu
| Giai đoạn               | Vòng                        | Ngày bốc thăm        | Lượt đi       | Lượt về       |
| ----------------------- | --------------------------- | -------------------- | ------------- | ------------- |
| Vòng loại               | Nhóm sơ bộ ( Quần đảo Cook) | 11 tháng 12 năm 2024 | 8 tháng 2     | 8 tháng 2     |
| Vòng loại               | Nhóm sơ bộ ( Quần đảo Cook) | 11 tháng 12 năm 2024 | 11 tháng 2    |               |
| Vòng loại               | Nhóm sơ bộ ( Quần đảo Cook) | 11 tháng 12 năm 2024 | 14 tháng 2    |               |
| Vòng bảng               | Lượt đấu 1                  | 11 tháng 12 năm 2024 | 30-31 tháng 3 | 30-31 tháng 3 |
| Vòng bảng               | Lượt đấu 2                  | 11 tháng 12 năm 2024 | 2-3 tháng 4   | 2-3 tháng 4   |
| Vòng bảng               | Lượt đấu 3                  | 11 tháng 12 năm 2024 | 5-6 tháng 4   | 5-6 tháng 4   |
| Vòng đấu loại trực tiếp | Bán kết                     | 11 tháng 12 năm 2024 | 9 tháng 4     | 9 tháng 4     |
| Vòng đấu loại trực tiếp | Chung kết                   | 11 tháng 12 năm 2024 | 12 tháng 4    | 12 tháng 4    |

## Giai đoạn vòng loại
Lễ bốc thăm được tổ chức vào ngày 11 tháng 12 năm 2024 tại Trụ sở OFC ở Auckland. Đối với phiên bản này, không có đội nào từ Tonga tham gia bốc thăm. Ba đội trong vòng loại đấu với nhau theo thể thức vòng tròn tại một địa điểm tập trung ở Quần đảo Cook. Những đội chiến thắng tiến vào vòng bảng để cùng với Rewa, Tiga Sport, Auckland City và bốn đội chiến thắng từ vòng loại toàn quốc.

## Vòng chung kết

### Các đội vượt qua vòng loại
| Các đội bước vào vòng bảng                                                                       | Các đội vượt qua vòng loại |
| ------------------------------------------------------------------------------------------------ | -------------------------- |
| - - Rewa - Tiga Sport - Auckland City - Hekari United - Central Coast - Pirae - Ifira Black Bird | - - Tupapa Maraerenga      |